# 瑞士飲食
瑞士飲食受到了許多不同地區的影響，包括法國、德國和義大利飲食。瑞士是一個傳統的農業國，因此許多傳統瑞士菜餚都十分樸素簡單，主要使用馬鈴薯和起司。傳統的著名瑞士菜餚包括思華力腸、芝士火鍋、蛋白脆餅、拉可雷特芝士、木斯里、波倫塔等。

## 菜肴

### 法語區域
- 芝士火鍋
- 蛋白脆餅
- 拉可雷特芝士

### 德語區域
- 埃文達芝士
- 木斯里
- 瑞士薯餅

### 意語區域
- 波倫塔
- 番紅花意大利燉飯